# Office des professions du Québec
 (janvier 2024).
Pour les articles homonymes, voir OPQ.
L’Office des professions du Québec, abrégé par le sigle OPQ, est un organisme québécois gouvernemental autonome et extrabudgétaire depuis le 1er avril 1995, dont le mandat est défini par le Code des professions du Québec. L'OPQ veille à ce que les professions québécoises s’exercent et se développent en offrant au public une garantie de compétence et d’intégrité.
Jusqu'en juin 2020, l'OPQ relevait du ministre de la Justice qui était jusqu'alors, par décret, ministre responsable de l'application des lois professionnelles. Depuis le 22 juin 2020, la responsabilité de l'OPQ passe au ministère de l'Enseignement supérieur.
En 2017, l'Office des professions encadre 46 ordres professionnels et 54 professions. Au 31 mars 2016, elle regroupe 385 205 professionnels québécois dont 39,0 % d'hommes et 61,0 % de femmes. L'Ordre des infirmières et infirmiers (OIIQ) comptait alors 74 206 membres, l'Ordre des ingénieurs (OIQ) 62 068 membres et l'Ordre des comptables professionnels agréés (OCPAQ) 37 963 membres.
Le financement des charges de l'OPQ est assumé par voie de contributions individuelles annuelles fixées par le gouvernement et perçues par les ordres auprès de leurs membres respectifs.

## Organigramme
Le conseil d’administration de l’OPQ est composé de cinq membres. Son mandat est défini par le Code des professions. Depuis le 27 août 1999, les membres du conseil sont assujettis à un code d’éthique et de déontologie.
Les services de l'OPQ s'appuient sur les unités administratives suivantes : le Bureau de la présidence, la Direction des affaires juridiques, la Direction de la recherche et de l'analyse et la Direction des services administratifs. Enfin, le Code des professions a institué le poste de commissaire aux plaintes relativement aux mécanismes de reconnaissance des compétences professionnelles et le Bureau des présidents des conseils de discipline des ordres professionnels.

## Mission
L’OPQ veille à ce que chaque ordre professionnel assure la protection du public. Cette mission s'exerce par l'encadrement de l'exercice des professions et leur développement, en offrant au public des garanties de compétence et d’intégrité. De concert avec les ordres et le Conseil interprofessionnel du Québec, l'OPQ contribue à développer la confiance du public et des institutions envers le système professionnel.
En sommaire, pour réaliser sa mission, l'OPQ:
- s'assure que les ordres professionnels détiennent les moyens appropriés à leur mandat;
- conseille le gouvernement sur les orientations permettant l’amélioration constante du système professionnel;
- veille à l’adaptation de l’encadrement juridique du système professionnel;
- favorise l’efficacité des mécanismes établis au sein des ordres;
- voit à ce que le public soit informé et représenté dans les ordres.

L’Office, un organisme gouvernemental à la recherche de l'excellence, encourage l’innovation, la créativité, la valorisation de ses ressources humaines et le travail en équipe. En concertation avec ses partenaires, l’Office vise la cohérence dans son action.

### Professions assujetties
Le Code des professions du Québec établit deux types de professions: celles d’exercice exclusif et celles à titre réservé. Dans le cas d’une profession d’exercice exclusif, seuls les membres de l’ordre peuvent exercer les activités et porter le titre que la loi leur réserve. Le gouvernement du Québec a établi 25 lois professionnelles qui confèrent aux membres des professions concernées le droit exclusif d'exercer leurs activités.
Les professions d’exercice exclusif ont chacune une loi qui leur est propre et qui définit entre autres les activités professionnelles qui sont strictement réservées aux membres de l’ordre.
Par ailleurs, seuls les membres des professions à titre réservé ont le droit d’utiliser le titre professionnel. Cependant, les membres d’un ordre à titre réservé n’ont pas l’exclusivité d’activités professionnelles, à l’exception de certaines professions du domaine de la santé.

#### Rôles des Ordres professionnels
Le principal rôle de chacun des ordres professionnels assujetti à l'encadrement de l'OPQ est de: s'assurer, dans le domaine qui leur est propre, que les professionnels offrent des services répondant aux normes de qualité et d’intégrité de la profession. Pour remplir l'important mandat qui leur est confié par la loi, chaque ordre professionnel possède un certain nombre de pouvoirs qui constituent autant de garanties pour la protection du public et qui assurent la qualité des services professionnels. Tandis qu'une association professionnelle a plutôt pour rôle de promouvoir les intérêts socioéconomiques et le bien-être de ses membres.
Les rôles et responsabilités des ordres professionnels sont:
1. contrôler la compétence et l'intégrité de ses membres ;
2. surveiller l'exercice de la profession ;
3. réglementer l'exercice de la profession ;
4. gérer le processus disciplinaire ;
5. favoriser le développement de la profession ;
6. contrôler l'exercice illégal de la profession et l'usurpation du titre.

Chaque ordre professionnel est tenu de produire un rapport annuel de ses activités. Ce rapport est public dès sa présentation à l'assemblée générale des membres. Le ministre responsable de l'application des lois professionnelles dépose ensuite ce rapport à l'Assemblée nationale du Québec.

## Liste des ordres professionnels
| Ordre professionnel | Titre français | Titre anglais | Abréviation                                                                  |
| --- | --- | --- | ---------------------------------------------------------------------------- |
| Ordre des acupuncteurs du Québec (Order of Acupuncturists of Quebec) | Acupuncteur | Acupuncturist |                                                                              |
| Ordre des administrateurs agréés du Québec (Order of Chartered Administrators of Quebec) | Administrateur agréé, conseiller en management certifié | Chartered Administrator, Certified Management Advisor | Adm.A., C.M.C., (C.Adm.)                                                     |
| Ordre des agronomes du Québec (Order of Agronomists of Quebec) | Agronome | Agrologist | Agr.                                                                         |
| Ordre des architectes du Québec (Order of Architects of Quebec) | Architecte | Architect |                                                                              |
| Ordre des arpenteurs-géomètres du Québec (Order of Quebec land surveyors) | Arpenteur-géomètre | Land Surveyor |                                                                              |
| Ordre des audioprothésistes du Québec (order of Audioprosthetist of Quebec) | Audioprothésiste | Hearing-Aid Acoustician |                                                                              |
| Barreau du Québec (The Barreau of Quebec) | Maître, avocat, conseiller en loi, conseiller juridique, membre du Barreau, avocat à la retraite, procureur | Advocate, solicitor, legal adviser, member of the Bar, retired advocate, attorney | Me, Mtre                                                                     |
| Ordre des chimistes du Québec (Order of the chemists of Quebec) | Chimiste, chimiste professionnel | Chemist, Professional Chemist |                                                                              |
| Ordre des chiropraticiens du Québec (Order of Chiropractors of Quebec) | Chiropraticien, docteur | Chiropractor, doctor | DC                                                                           |
| Ordre des comptables professionnels agréés du Québec (Order of Chartered Professional Accountants of Quebec) | Comptable professionnel agréé ou ce titre suivi de l’un des suivants: comptable agréé, comptable général accrédité, comptable en management accrédité ou auditeur/auditrice, expert-comptable                                | Chartered Professional Accountant ou ce titre suivi de l’un des suivants : chartered accountant, certified general accountant, certified management accountant ou auditor professional accountant, public accountant | CPA; CPA, CA; CPA, CGA; CPA, CMA                                             |
| Ordre des conseillers et conseillères d'orientation du Québec (Order of Orientation Counselors of Quebec) | Conseiller d’orientation/conseillère d’orientation, orienteur professionnel, orienteur | Vocational Guidance Counsellor, Guidance Counsellor | C. O., C.O.P., O.P., (V.G.C.), (G.C.)                                        |
| Ordre des conseillers en ressources humaines agréés du Québec (Order of Human Ressources Advisors of Quebec) | Conseiller en ressources humaines agréé, conseiller en relations industrielles agréé | Certified Human Resources Professional, Certified Industrial Relations Counsellor | C.R.I., C.R.I.A., C.R.H.A., (I.R.C.), (C.I.R.C.), (C.H.R.P.)                 |
| Ordre professionnel des criminologues du Québec (Professional Order of Criminologists of Quebec) | Criminologue | Criminologist | crim., (criminol.)                                                           |
| Ordre des dentistes du Québec (Order of dentists of Quebec) | Dentiste, docteur | Dentist, doctor | DMD                                                                          |
| Ordre des denturologistes du Québec (Order of denturists of Quebec) | Denturologiste | Denturologist |                                                                              |
| Ordre des diététistes-nutritionnistes du Québec ( Order of Dietitians-Nutritionists of Quebec) | Diététiste, diététicien, nutritionniste | Dietician, dietitian, nutritionist | Dt.P., P.Dt., R.D.                                                           |
| Ordre des ergothérapeutes du Québec (Order of Occupational Therapists of Quebec) | Ergothérapeute | Occupational Therapist | erg., (O.T.), (O.T.R.)                                                       |
| Ordre des évaluateurs agréés du Québec (Order of Chartered Appraisers of Quebec) | Évaluateur agréé, estimateur agréé | Chartered Appraiser, Chartered Assessor | E.A., (C.App.)                                                               |
| Ordre des géologues du Québec | Géologue | Geologist | géo. (P.Geo)                                                                 |
| Chambre des huissiers de justice du Québec (Chamber of Judicial Officers of Quebec) | Huissier, huissier de justice | Baillif, court bailiff |                                                                              |
| Ordre des hygiénistes dentaires du Québec (College of Dental Hygienists of Quebec) | Hygiéniste dentaire | Dental Hygienist | H.D., (D.H.), (R.D.H.)                                                       |
| Ordre des infirmières et infirmiers du Québec (Order of Nurses of Quebec) | Infirmière/infirmier | Nurse |                                                                              |
| Ordre des infirmières et infirmiers auxiliaires du Québec (Order of Assistant Nurses of Quebec) | Infirmière auxiliaire/infirmier auxiliaire | Nursing Assistant, Licensed Practical Nurse | inf. aux., I.A., I.A.D., I.A.L., (n. ass’t), (L.P.N.), (N.A.), (R.N.A.)      |
| Ordre des ingénieurs du Québec (Order of engineers of Quebec) | Ingénieur | Engineer |                                                                              |
| Ordre des ingénieurs forestiers du Québec (Order of forester engineers of Quebec) | Ingénieur forestier | Forest engineer |                                                                              |
| Ordre professionnel des inhalothérapeutes du Québec (Professional Order of Quebec Respiratory Therapists | Inhalothérapeute, technicien en inhalothérapie et anesthésie | Registered Respiratory Therapist, Technician in Inhalation Therapy and Anesthesia | Inh.,(R.R.T.)                                                                |
| Collège des médecins du Québec (College of Doctors of Quebec) | Médecin, docteur | Physician, doctor | MD                                                                           |
| Ordre des médecins vétérinaires du Québec (Order of Veterinarians of Quebec) | Médecin vétérinaire, docteur | Veterinary surgeon, doctor | DMV                                                                          |
| Chambre des notaires du Québec (Chamber of Notaries of Quebec) | Notaire, conseiller juridique, notaire public, Maître | Notary, legal adviser, title attorney or notary public | Mtre, Me                                                                     |
| Ordre des opticiens d’ordonnances du Québec (Order of Opticians of Quebec) | Opticien d’ordonnances, opticien | Dispensing optician, optician |                                                                              |
| Ordre des optométristes du Québec (Order of Optometrists of Quebec) | Optométriste, docteur, docteur en optométrie | Optometrist, doctor, doctor in optometry | OD                                                                           |
| Ordre des orthophonistes et audiologistes du Québec (Order of Speech-Language Pathologists and Audiologists of Quebec)                                                                                                   | Orthophoniste, Audiologiste | Speech Therapist, Speech-Language Pathologist, Audiologist |                                                                              |
| Ordre des pharmaciens du Québec (Order of Pharmacists of Quebec) | Pharmacien, docteur | Pharmacist, doctor |                                                                              |
| Ordre professionnel de la physiothérapie du Québec (Professional Order of Physiotherapy of Quebec) | Physiothérapeute, Thérapeute en réadaptation physique, thérapeute en physiothérapie, technicien en réadaptation physique/ technicienne en réadaptation physique, technicien en physiothérapie/technicienne en physiothérapie | Physiotherapist, Physical Therapist, Physical Rehabilitation Therapist, Physiotherapy Therapist, Physical Rehabilitation Technician, Physiotherapy Technician                                                        | pht, (P.T.); T.R.P., (P.R.T.)                                                |
| Ordre des podiatres du Québec (Order of Podiatrists of Quebec) | Podiatre, docteur | Podiatrist, doctor | DMP                                                                          |
| Ordre des psychoéducateurs et psychoéducatrices du Québec (Order of Psychoeducators of Quebec) | Psychoéducateur/psychoéducatrice | Psychoeducator | ps. éd., (Ps. Ed.)                                                           |
| Ordre des psychologues du Québec (Order of Psychologists of Quebec) | Psychologue, docteur, [titre réservé] psychothérapeute27 | Psychologist, doctor, [reserved title] psychotherapist |                                                                              |
| Ordre des sages-femmes du Québec (Order of Midwives of Quebec) | Sage-femme | Midwife |                                                                              |
| Ordre professionnel des sexologues du Québec (Order of Sexologists of Quebec) | Sexologue | Sexologist |                                                                              |
| Ordre des techniciens et techniciennes dentaires du Québec (Order of Dental Technicians of Quebec) | Technicien dentaire, technicienne dentaire | Dental Technician | T.D., T.D.C., (D.T.), (C.D.T.)                                               |
| Ordre professionnel des technologistes médicaux du Québec (Professional Order of Medical Technologists of Quebec) | Technologiste médical | Medical Technologist, Registered Technologist | tech.med., T.M., (M.T.), (R.T.)                                              |
| Ordre des technologues en imagerie médicale, en radio-oncologie et en électrophysiologie médicale du Québec (Order of Medical Imaging, Medical Radiation Oncology and Medical Electrophysiology Technologists of Quebec) | Technologue en imagerie médicale, Technologue en radio-oncologie, Technologue en électrophysiologie médicale | Medical imaging technologist, Radiation oncology technologist, Medical electrophysiology technologist | t.i.m                                                                        |
| Ordre des technologues professionnels du Québec (Order of Professional Technologists of Quebec) | Technologue des sciences appliquées, technologue professionnel, technicien professionnel | Applied Sciences Technologist, Professional Technologist, Professional Technician | T.Sc.A., T.P., (A.Sc.T.), (P.T.)                                             |
| Ordre des traducteurs, terminologues et interprètes agréés du Québec (Order of Certified Translators, Terminologists and Interpreters of Quebec)                                                                         | Traducteur agréé/traductrice agree, terminologue agréé/terminologue agree, interprète agréé/interprète agréée | Certified Translator, Certified Terminologist, Certified Interpreter | trad.a., (C.Tr.); term.a., (C.Term.); int.a., (C.Int.)                       |
| Ordre des travailleurs sociaux et des thérapeutes conjugaux et familiaux du Québec (Order of Social Workers and Marriage and Family Therapists of Quebec)                                                                | Travailleur social/travailleuse sociale, thérapeute conjugal et familial/thérapeute conjugale et familiale, thérapeute conjugal/thérapeute conjugale, thérapeute familial/thérapeute familiale                               | Social worker, marriage and family therapist, marriage therapist, family therapist. | T.S.P., T.S., (P.S.W.), (S.W.); T.C.F., T.C., T.F., (M.F.T.), (M.T.), (F.T.) |
| Ordre des urbanistes du Québec (Order of town planners of Quebec) | Urbaniste | Urbanist, Town Planner, City Planner | urb.                                                                         |

## Administrateurs externes au sein des ordres professionnels
Conformément au Code des professions du Québec, l'OPQ nomme entre deux et quatre administrateurs externes au C.A. de chacun des 46 ordres professionnels. Ces nominations sont choisies parmi une liste de personnes inscrites à la banque de candidature, pour représenter le public. Au cours de l'exercice financier 2015-2016, 61 % de ces administrateurs externes ne sont membres d'aucun ordre professionnel.

## Historique
Au Québec, les corporations professionnelles de notaires, des médecins et des avocats ont été les premières à être constituées vers le milieu du XIXe siècle, soit au début de l'ère d'urbanisation et d'industrialisation de la société québécoise. Ces premiers regroupements visaient à protéger la clientèle en l'absence de normes de formation et de pratiques professionnelles. Ces regroupement visaient aussi à contrer les imposteurs s'improvisant comme experts, à partager l'expertise, développer une instrumentation et établir des normes de pratique professionnelle.
Au cours des années 1960-70, les membres de plusieurs nouvelles professions aspiraient à se faire reconnaître et les législations encadrant des professions étaient disparates, remettant en question l'encadrement professionnelle au Québec. Le 9 novembre 1966, le lieutenant-gouverneur en conseil met en place une commission chargée de faire l'examen du système professionnel, de faire enquête sur tout le domaine de la santé et du bien-être social au Québec.
Dans une section du rapport intitulé « Les professions et la société » publié à l'été 1970 sur les fondements même de la notion de profession, la Commission d'enquête Castonguay-Nepveu constatait la mutation des professions libérales et faisait état du corporatisme professionnel traditionnel qui l'empêchait de s'adapter aux transformations économiques et sociales. Le rapport recommande un réaménagement important de l'organisation professionnelle au Québec en débordant le cadre des professions de la santé et des services sociaux. À la suite de ce rapport, le gouvernement du Québec a adopté en 1973 la Loi sur le Code des professions (projet de loi 250) et 23 autres projets de loi pour régir chacune une profession d'exercice exclusif.
En juillet 1973, les articles du Code des professions du Québec relatives au Conseil interprofessionnel du Québec (CIQ) sont entrés en vigueur, et en septembre 1973 pour les articles relatives à l'Office des professions du Québec. La majorité des autres articles seront en vigueur au 1er février 1974. Tout ordre professionnel en activité au 1er février 1974 devait adopter avant le 1er février 1975 une nouvelle réglementation adaptée à la nouvelle législation professionnelle. Dès février 1974, les présidents de comités de discipline sont nommés au sein des ordres qui sont en activités. L'OPQ incite les ordres à compléter leur comité de discipline et à nommer leur syndic respectif. Les délimitations des régions électorales des ordres deviennent arrimées à celles des régions administratives du Québec.
Le nouveau Code des professions assujettissait l'ensemble des ordres à des principes communs d'organisation adaptés aux conditions de la société contemporaine et aux besoins actuels des usagers de services professionnels. Dorénavant, l'État peut constituer notamment des ordres professionnels en leur confiant le mandat de protéger le public relativement à certaines activités qui comportent des risques de préjudice à l'intégrité physique, psychologique et patrimoniale. Chaque ordre constitué règlemente et surveille la pratique des activités professionnelles. Dorénavant, un questionnaire standard conçu par l'OPQ est soumis à chaque groupement de personnes faisant une demande de reconnaissance professionnelle en vertu du Code des professions du Québec.
Historiquement, au Québec, la plupart des organismes professionnels faisaient l'adéquation entre l'intérêt des membres et l'intérêt du public. L'adoption du Code des professions attribua clairement aux corporations professionnels la mission de protection du public dans l'exercice de la profession. Dorénavant, l'intérêt des membres sera plutôt assuré par des associations de professionnels. Le législateur a alors prévu un mécanisme d'inspection professionnelle périodique. La mission de protection du public assumée par les corporations professionnelles se déclinait alors sur deux volets:
- veiller à la qualité de l'ensemble des services professionnels offerts, en fixant des normes de qualification satisfaisantes pour les candidats aux professions et en contrôlant par des mécanismes précis l'intégrité et la compétence des professionnels;
- assurer la disponibilité et la distribution efficace des services professionnels requis par le public[10].

### Faits marquants
- 1973 - Création de l'OPQ et du CIQ.
- 1974 - Entrée en vigueur du Code des professions du Québec. Au cours de 1974-75, l'OPQ a nommé 114 administrateurs représentant le public au Bureau des ordres professionnels. Dorénavant, l'OPQ devient rattachée à l'Office au ministère du Conseil exécutif, plutôt qu'au ministère des Affaires sociales[11].
- 1975 - L'OPQ publie un premier recueil des décisions rendues par le comité de discipline de chacun des ordres professionnels et par le Tribunal des professions; jadis ces renseignements étaient confidentiels. Adoption d'environ 600 règlements (depuis l'adoption du Code des professions du Québec) par une quinzaine d'ordre professionnel dans le cadre de la réforme du système professionnel.
- 1994 - Des modifications importantes (projet de loi 140) ont été apportées au Code des professions du Québec, dont la révision du système disciplinaire, l'assouplissement du processus réglementaire, la composition et les pouvoirs de l'Office, les pouvoirs dévolus au gouvernement et le rôle du CIQ. Cette loi précise certaines obligations d'un professionnel envers ses clients, notamment à l'égard du comportement à caractère sexuel et en matière d'accès aux renseignements contenus dans les dossiers que le professionnel constitue. La loi oblige dorénavant chaque ordre professionnel à adopter un règlement sur l'assurance de la responsabilité professionnelle de ses membres lesquels devront dorénavant contracter une assurance individuelle, adhérer au contrat d'un régime collectif conclu par l'ordre ou encore de souscrire au fonds d'assurance établi par l'ordre. L'OPQ est désormais habilité par la loi à faire enquête sur les ordres qui ne rempliraient pas ou ne pourraient remplir les devoirs que la loi leur impose. L'OPQ reçoit le mandat de préparer et de rendre disponibles aux ordres professionnels et au public des documents et formulaires propres à aider à l'exercice de recours prévus à la loi, notamment la demande d'enquête et la plainte privée au comité de discipline. Les corporations professionnelles deviennent des ordres professionnelles.
- 1995 - Entrées en vigueur au 1er juillet 1995, des dispositions du chapitre 7 de l'Accord sur le commerce intérieur (ACI) du Canada visant à permettre à tout travailleur compétent à exercer une profession dans une province (ou territoire) d'avoir accès aux occasions d'emplois dans ce domaine dans une autre juridiction provinciale (ou territoriale). La loi 89 (1995, chapitre 50) introduit une cotisation annuelle aux membres des ordres professionnels, afin de couvrir les dépenses engagées par l'OPQ, transformant ainsi l'OPQ en un organisme extrabudgétaire rétroactivement au 1er avril 1995.
- 1998 - Entrée en vigueur d'une modification au Code des professions concernant les nouvelles règles sur la fusion et l'intégration (1998, c. 14) de groupes à des ordres professionnels existants par voie de décrets plutôt que par le biais d'une loi.
- 1999 - Au 31 mars 1999, le cadre professionnel québécois comportait 589 règlements applicables aux 43 Ordres professionnels régis par le Code des professions.
- 2001 - Grâce à la loi 169, le droit des professionnels à l'incorporation de leur pratique est adopté, conditionnellement à l'adoption d'un règlement sur l'incorporation des professionnels par leur Ordre professionnel respectif[12]. Le premier règlement à entrer en vigueur sur l'exercice de la profession en société par actions, est celui de l'Ordre des comptables agréés du Québec, soit en 2003.
- 2001 – Nouveau partage des champs d’exercice professionnels dans le domaine de la santé et les activités désormais réservées aux médecins, aux pharmaciens, aux infirmièr(e)s, au technologues en radiologie, aux diététistes, aux orthophonistes et audiologistes, aux physiothérapeutes, aux ergothérapeutes, aux infirmier(e)s auxiliaires, aux technologistes médicaux et aux inhalothérapeutes ; le projet de loi autorise des professionnels autres que les médecins, notamment les infirmier(e)s, à exercer certaines activités médicales.
- 2009 - Création du poste de commissaire aux plaintes, concernant les mécanismes de reconnaissances des compétences professionnelles sous la responsabilité des ordres professionnels québécois. Le premier titulaire du poste, Me André Gariépy est entré en fonction le 27 juillet 2010.

## Dirigeants

### Présidents de l'OPQ
- Me René Dussault (1973–30 juin 1977)
- Me André Desgagné (1er août 1977–1987)
- Thomas Mulcair (9 décembre 1987–31 août 1993)
- Robert Diamant (1er septembre 1993-31 août 1998)
- Jean-K. Samson (28 septembre–2005)
- Gaétan Lemoyne (2005–2007)
- Jean-Paul Dutrisac (Depuis 2007)[7].

### Vice-présidents de l'OPQ
- Jean-Marie Dionne (1973–7 novembre 1983)
- Louis Roy (1983–1993)
- Sylvie de Grandmont (1994–2007)[7]
- Christiane Gagnon (Depuis 2007)[13].

### Ministres responsables
| Ministre | Ministre                                                                                       | Parti                                                                                          | Début                                                                                          | Fin                                                                                            | Cabinet          |
| --- | ---------------------------------------------------------------------------------------------- | ---------------------------------------------------------------------------------------------- | ---------------------------------------------------------------------------------------------- | ---------------------------------------------------------------------------------------------- | ---------------- |
| Ministre des Affaires sociales Ministre responsable de l'application des lois professionnelles                                           | Ministre des Affaires sociales Ministre responsable de l'application des lois professionnelles | Ministre des Affaires sociales Ministre responsable de l'application des lois professionnelles | Ministre des Affaires sociales Ministre responsable de l'application des lois professionnelles | Ministre des Affaires sociales Ministre responsable de l'application des lois professionnelles | Bourassa (1)     |
| | Claude Castonguay                                                                              | Libéral                                                                                        | 1er septembre 1973                                                                             | 13 novembre 1973                                                                               | Bourassa (1)     |
| Ministre d'État au Conseil exécutif |                                                                                                |                                                                                                |                                                                                                |                                                                                                | Bourassa (1)     |
| | Fernand Lalonde                                                                                | Libéral                                                                                        | 13 novembre 1973                                                                               | 30 juillet 1975                                                                                | Bourassa (1)     |
| | Bernard Lachapelle                                                                             | Libéral                                                                                        | 30 juillet 1975                                                                                | 26 novembre 1976                                                                               | Bourassa (1)     |
| Ministre de l'Éducation Ministre responsable de l'application des lois professionnelles                                                  | Ministre de l'Éducation Ministre responsable de l'application des lois professionnelles        | Ministre de l'Éducation Ministre responsable de l'application des lois professionnelles        | Ministre de l'Éducation Ministre responsable de l'application des lois professionnelles        | Ministre de l'Éducation Ministre responsable de l'application des lois professionnelles        | Lévesque         |
| | Jacques-Yvan Morin                                                                             | Parti québécois                                                                                | 26 novembre 1976                                                                               | 6 novembre 1980                                                                                | Lévesque         |
| | Camille Laurin                                                                                 | Parti québécois                                                                                | 6 novembre 1980                                                                                | 5 mars 1984                                                                                    | Lévesque         |
| | Yves Bérubé                                                                                    | Parti québécois                                                                                | 5 mars 1984                                                                                    | 20 décembre 1984                                                                               | Lévesque         |
| Ministre de l'Enseignement supérieur, de la Science et de la Technologie Ministre responsable de l'application des lois professionnelles |                                                                                                |                                                                                                |                                                                                                |                                                                                                | Lévesque         |
| | Yves Bérubé                                                                                    | Parti québécois                                                                                | 20 décembre 1984                                                                               | 16 octobre 1985                                                                                | Lévesque         |
| | Jean-Guy Rodrigue                                                                              | Parti québécois                                                                                | 16 octobre 1985                                                                                | 21 décembre 1988                                                                               | P.M. Johnson     |
| | Claude Ryan                                                                                    | Libéral                                                                                        | 12 décembre 1985                                                                               | 3 mars 1989                                                                                    | Bourassa (2)     |
| Ministre délégué aux Finances et à la Privatisation                                                                                      |                                                                                                |                                                                                                |                                                                                                |                                                                                                | Bourassa (2)     |
| | Pierre Fortier                                                                                 | Libéral                                                                                        | 3 mars 1989                                                                                    | 11 octobre 1989                                                                                | Bourassa (2)     |
| Ministre responsable de l'application des lois professionnelles                                                                          |                                                                                                |                                                                                                |                                                                                                |                                                                                                | Bourassa (2)     |
| | Raymond Savoie                                                                                 | Libéral                                                                                        | 11 octobre 1989                                                                                | 11 janvier 1994                                                                                | Bourassa (2)     |
| | Jacques Chagnon                                                                                | Libéral                                                                                        | 11 janvier 1994                                                                                | 21 septembre 1984                                                                              | Johnson (fils)   |
| Ministre de la Justice Ministre responsable de l'application des lois professionnelles                                                   | Ministre de la Justice Ministre responsable de l'application des lois professionnelles         | Ministre de la Justice Ministre responsable de l'application des lois professionnelles         | Ministre de la Justice Ministre responsable de l'application des lois professionnelles         | Ministre de la Justice Ministre responsable de l'application des lois professionnelles         | Parizeau         |
| | Paul Bégin                                                                                     | Parti québécois                                                                                | 28 septembre 1994                                                                              | 29 janvier 1996                                                                                | Parizeau         |
| 29 janvier 1996 | Paul Bégin                                                                                     | Parti québécois                                                                                | 25 août 1997                                                                                   | Bouchard                                                                                       |                  |
| | Serge Ménard                                                                                   | Parti québécois                                                                                | 25 août 1997                                                                                   | Bouchard                                                                                       | 15 décembre 1998 |
| | Linda Goupil                                                                                   | Parti québécois                                                                                | 15 décembre 1998                                                                               | Bouchard                                                                                       | 8 mars 2001      |
| | Paul Bégin                                                                                     | Parti québécois                                                                                | 8 mars 2001                                                                                    | 29 octobre 2002                                                                                | Landry           |
| | Normand Jutras                                                                                 | Parti québécois                                                                                | 29 octobre 2002                                                                                | 29 avril 2003                                                                                  | Landry           |
| | Marc Bellemare                                                                                 | Libéral                                                                                        | 29 avril 2003                                                                                  | 27 avril 2004                                                                                  | Charest          |
| | Jacques P. Dupuis                                                                              | Libéral                                                                                        | 27 avril 2004                                                                                  | 18 février 2005                                                                                | Charest          |
| | Yvon Marcoux                                                                                   | Libéral                                                                                        | 18 février 2005                                                                                | 18 avril 2007                                                                                  | Charest          |
| | Jacques P. Dupuis                                                                              | Libéral                                                                                        | 18 avril 2007                                                                                  | 18 décembre 2008                                                                               | Charest          |
| | Kathleen Weil                                                                                  | Libéral                                                                                        | 18 décembre 2008                                                                               | 11 août 2010                                                                                   | Charest          |
| | Jean-Marc Fournier                                                                             | Aucun                                                                                          | 11 août 2010                                                                                   | 13 septembre 2010                                                                              | Charest          |
| | Jean-Marc Fournier                                                                             | Libéral                                                                                        | 13 septembre 2010                                                                              | 19 septembre 2012                                                                              | Charest          |
| | Bertrand St-Arnaud                                                                             | Parti québécois                                                                                | 19 septembre 2012                                                                              | 23 avril 2014                                                                                  | Marois           |
| | Stéphanie Vallée                                                                               | Libéral                                                                                        | 23 avril 2014                                                                                  | 18 octobre 2018                                                                                | Couillard        |
| | Sonia LeBel                                                                                    | Coalition avenir                                                                               | 18 octobre 2018                                                                                | 22 juin 2020                                                                                   | Legault          |
| Ministre de l'Enseignement supérieur Ministre responsable de l'application des lois professionnelles                                     |                                                                                                |                                                                                                |                                                                                                |                                                                                                | Legault          |
| | Danielle McCann,                                                                               | Coalition avenir                                                                               | 22 juin 2020                                                                                   | 20 octobre 2022                                                                                | Legault          |
| Présidente du Conseil du Trésor |                                                                                                |                                                                                                |                                                                                                |                                                                                                | Legault          |
| | Sonia LeBel                                                                                    | Coalition avenir                                                                               | 20 octobre 2022                                                                                | En fonction                                                                                    | Legault          |

## Inspection professionnelle des ordres professionnels
Au sein de chaque ordre professionnel, l'inspection professionnelle de la pratique professionnelle des membres s'avère un mécanisme d'éducation, de prévention et de sensibilisation.
Chaque ordre professionnel est doté d'un comité d’inspection professionnelle qui est formé d’au moins trois membres de l’ordre nommés par le Conseil d'administration de chaque ordre respectif. Les principaux rôles de ces comités ont trait à la surveillance de l’application des règles déontologiques et éthiques encadrant l’exercice de la profession. Les interventions de ces comités contribuent notamment au contrôle de la compétence des membres.
Un comité d'inspection professionnelle procède notamment à l'inspection des dossiers professionnels tenus par leurs membres respectifs, livres, registres, médicaments, poisons, produits, substances, appareils et équipements utilisés relativement à l'exercice de la profession, ainsi qu'à la vérification des biens qui leur sont confiés par leurs clients ou une autre personne.